# Ленчица (гмина)
Ленчица (пол. Łęczyca) — сельская гмина (волость) в Польше, входит как административная единица в Ленчицкий повет, Лодзинское воеводство. Население — 8621 человек (на 2004 год).

## Сельские округа
1. Блоне
2. Борек
3. Борки
4. Борув
5. Бронно
6. Хшонстувек
7. Домбе
8. Доброгосты
9. Дзежбентув-Дужы
10. Дзежбентув-Малы
11. Гарбалин
12. Гавроны
13. Янкув
14. Ленка-Колёня
15. Козубы
16. Кшепоцин-Други
17. Кшепоцин-Первши
18. Леще
19. Лезница-Мала
20. Любень
21. Ленка
22. Миколаев
23. Пекаце
24. Прондзев
25. Прушки
26. Седлец
27. Седлец-Колёня
28. Семшице
29. Тополя-Катова
30. Тополя-Крулевска
31. Тополя-Шляхецка
32. Вонкчев
33. Вихрув
34. Вильчковице-Дольне
35. Вильчковице-Гурне
36. Вильчковице-над-Шосон
37. Вильчковице-Сьредне
38. Завада
39. Завада-Гурна
40. Здуны

## Прочие поселения
1. Гавронки
2. Каркосы
3. Лишки
4. Мнишки
5. Пилихы
6. Прусиновице
7. Шаровизна

## Соседние гмины
1. Гмина Дашина
2. Гмина Гура-Свентей-Малгожаты
3. Гмина Грабув
4. Ленчица
5. Гмина Озоркув
6. Гмина Паженчев
7. Гмина Свинице-Варцке
8. Гмина Вартковице
9. Гмина Витоня